# Мангаш, Рикарду
Рикарду Луиш Шаби Мангаш (порт. Ricardo Luís Chaby Mangas, род. 19 марта 1998, Ольян) — португальский футболист, защитник лиссабонского «Спортинга».

## Клубная карьера

### Начало карьеры
Начал заниматься футболом в 2006 году в академии клуба «Маритиму Ольяненси», в котором пробыл два года, позже Мангаш по году обучался в академиях клубов «Феррейраш» и «Портиман». В 12 лет перешёл в академию «Бенфики», в которой пробыл семь лет. В сезоне 2015/16 получал игровую практику в академии клуба «Тондела». После возвращения в «Бенфику» Мангаш стал выступать вместе с клубом в Юношеской лиге УЕФА, дойдя с командой до финала. В 2017 году Мангаш подписал контракт с «Авешом», но для получения игровой практики сразу же был отдан в аренду в «Миранделу» на один сезон, где и дебютировал на профессиональном уровне. Дебютировал за клуб 27 августа 2017 года в матче 2-го тура Третьей лиги против клуба «Аркуш» (3:0), проведя на поле весь матч. Свой первый мяч за «Миранделу» забил 8 октября 2017 года в матче 6-го тура Третьей лиги против «Вилаверденсе» (3:0), отличившись на 52-й минуте встречи. Всего за клуб провёл 25 матчей и забил три мяча.

### «Авеш» и «Боавишта»
После возвращения из аренды Мангаш начал выступать за молодёжную команду «Авеша». За основной состав клуба дебютировал 7 декабря 2019 года в матче 13-го тура чемпионата Португалии против «Браги» (1:0), проведя на поле весь матч. Свой первый мяч за «Авеш» Мангаш забил 2 февраля 2020 года в матче 19-го тура чемпионата Португалии против «Маритиму» (2:1), отличившись на 18-й минуте встречи. Всего за клуб провёл 20 матчей и забил один мяч. 4 августа 2020 года Мангаш перешёл в «Боавишту», подписав четырёхлетний контракт. Дебютировал за новую команду 19 сентября 2020 года в матче 1-го тура чемпионата Португалии против «Насьонала» (3:3), выйдя в стартовом составе, а в добавленное к первому тайму время Мангаш также отличился дебютным мячом за «Боавишту». В сезоне 2020/21 провёл за клуб 28 матчей и забил четыре мяча.

### «Бордо»
4 августа 2021 года Мангаш был арендован французским клубом «Бордо» до конца сезона 2021/22 с правом выкупа трансфера. Дебютировал за клуб 15 августа 2021 года в матче 2-го тура чемпионата Франции против «Марселя» (2:2), проведя на поле весь матч. Свой первый мяч за «Бордо» Мангаш забил 12 сентября 2021 года в матче против «Ланса» (2:3), отличившись на 60-й минуте встречи. Всего в сезоне 2021/22 провёл за клуб во всех турнирах 30 матчей и забил три мяча, выбыв с «Бордо» из высшего дивизиона Франции впервые за 30 лет. После окончания срока арендного соглашения Мангаш вернулся в расположение «Боавишты» и провёл сезон 2022/23 в её составе, сыграв во всех турнирах 32 матча и забив пять мячей.

### «Витория Гимарайнш»
4 июля 2023 года Мангаш перешёл в клуб «Витория Гимарайнш», подписав контракт на три года. Дебютировал за клуб 28 октября 2023 года в матче 9-го тура чемпионата Португалии против «Шавеша» (5:0), выйдя в стартовом составе. Свой первый мяч за «Виторию Гимарайнш» забил 11 мая 2024 года в матче 33-го тура чемпионата Португалии против «Браги» (2:3), отличившись на 80-й минуте встречи. 1 августа 2024 года Мангаш впервые сыграл в еврокубках, проведя полный матч второго квалификационного раунда против «Флорианы» (4:0) в Лиге конференций УЕФА, в котором он отличился двумя забитыми мячами. В шести отборочных играх Лиги конференций УЕФА Мангаш набрал «4+2» по системе «гол плюс пас». Всего выступал за «Виторию Гимарайнш» с 2023 по 2024 год, проведя во всех турнирах 38 матчей и забив пять мячей.

### «Спартак» (Москва)
10 сентября 2024 года перешёл в московский «Спартак», заключив контракт на два года. В новом клубе выбрал себе 29-й игровой номер. Мангаш стал вторым португальцем в истории «Спартака» после Томаша Тавариша. Дебютировал за клуб 15 сентября 2024 года в матче 8-го тура чемпионата России против махачкалинского «Динамо» (1:1), выйдя на 87-й минуте вместо Тео Бонгонды. Первый мяч за «Спартак» забил 19 сентября 2024 года в матче 4-го тура группового этапа Кубка России против самарских «Крыльев Советов» (4:1), отличившись на 89-й минуте встречи. Всего за клуб провёл 19 матчей и забил три мяча.

### «Спортинг» (Лиссабон)
7 августа 2025 года стал игроком лиссабонского «Спортинга», подписав контракт на четыре года. Дебютировал за клуб 8 августа 2025 года в матче 1-го тура чемпионата Португалии против клуба «Каза Пия» (2:0), выйдя на 53-й минуте встречи вместо Максимилиано Араухо. Свои первые мячи за «Спортинг» забил 17 августа 2025 года в матче 2-го тура чемпионата Португалии против «Ароки» (6:0), оформив дубль, отличившись на 20-й и 50-й минутах встречи.

## Карьера в сборной
В 2013 году Мангаш был впервые вызван в сборную Португалии до 15 лет, проведя в её составе один матч. С 2013 по 2014 год вызывался в состав сборной Португалии до 16 лет, проведя за неё восемь матчей и забив один мяч. В 2014 года Мангаш был вызван в сборную Португалии до 17 лет, проведя в её составе восемь матчей.

## Стиль игры
Мангаш не только номинально левый защитник, его игровой функционал намного шире: он способен сыграть и крайнего полузащитника, и даже левого форварда.

## Статистика
| Выступление         | Выступление      | Выступление      | Лига | Лига | Кубки | Кубки | Еврокубки | Еврокубки | Итого | Итого |
| Клуб                | Лига             | Сезон            | Игры | Голы | Игры  | Голы  | Игры      | Голы      | Игры  | Голы  |
| ------------------- | ---------------- | ---------------- | ---- | ---- | ----- | ----- | --------- | --------- | ----- | ----- |
| → Мирандела         | Третья лига      | 2017/18          | 25   | 3    | —     | —     | —         | —         | 25    | 3     |
| → Мирандела         | Итого            | Итого            | 25   | 3    | —     | —     | —         | —         | 25    | 3     |
| Авеш                | Примейра-лига    | 2019/20          | 20   | 1    | —     | —     | —         | —         | 20    | 1     |
| Авеш                | Итого            | Итого            | 20   | 1    | —     | —     | —         | —         | 20    | 1     |
| Боавишта            | Примейра-лига    | 2020/21          | 28   | 4    | 0     | 0     | —         | —         | 28    | 4     |
| Боавишта            | Примейра-лига    | 2021/22          | —    | —    | 1     | 0     | —         | —         | 1     | 0     |
| Боавишта            | Примейра-лига    | 2022/23          | 27   | 4    | 5     | 1     | —         | —         | 32    | 5     |
| Боавишта            | Итого            | Итого            | 55   | 8    | 6     | 1     | —         | —         | 61    | 9     |
| → Бордо             | Лига 1           | 2021/22          | 29   | 3    | 1     | 0     | —         | —         | 30    | 3     |
| → Бордо             | Итого            | Итого            | 29   | 3    | 1     | 0     | —         | —         | 30    | 3     |
| Витория (Гимарайнш) | Примейра-лига    | 2023/24          | 23   | 1    | 5     | 0     | —         | —         | 28    | 1     |
| Витория (Гимарайнш) | Примейра-лига    | 2024/25          | 4    | 0    | —     | —     | 6         | 4         | 10    | 4     |
| Витория (Гимарайнш) | Итого            | Итого            | 27   | 1    | 5     | 0     | 6         | 4         | 38    | 5     |
| Спартак (Москва)    | Премьер-лига     | 2024/25          | 11   | 2    | 6     | 1     | —         | —         | 17    | 3     |
| Спартак (Москва)    | Премьер-лига     | 2025/26          | 2    | 0    | 0     | 0     | —         | —         | 2     | 0     |
| Спартак (Москва)    | Итого            | Итого            | 13   | 2    | 6     | 1     | —         | —         | 19    | 3     |
| Спортинг (Лиссабон) | Примейра-лига    | 2025/26          | 0    | 0    | 0     | 0     | 0         | 0         | 0     | 0     |
| Спортинг (Лиссабон) | Итого            | Итого            | 0    | 0    | 0     | 0     | 0         | 0         | 0     | 0     |
| Всего за карьеру    | Всего за карьеру | Всего за карьеру | 169  | 18   | 18    | 2     | 6         | 4         | 193   | 24    |